# Марко Бабац
Марко Бабац (Земун, 9. март 1935 — Београд, 12. јул 2014) био је српски и југословенски теоретичар филма, режисер и универзитетски професор. Бабац је био оснивач катедре и вишедеценијски професор филмске монтаже на академијама у Београду, Љубљани, Сарајеву и Новом Саду.

## Биографија
Рођен у Земуну 9. марта 1935. године од оца Павла Бабца, официра Југословенске војске.

Основну и средњу школу завршио је у Београду. Дипломирао на Медицинском факултету 1962. године.
Један је од оснивача Филмског клуба „Београд“ који се од 1951. године успешно бавио аматерским филмом, у којем су учили Душан Макавејев, Живојин Павловић и Александар Саша Петровић. Од 1961. године Бабац се професионално бави филмом као монтажер, сценариста и режисер. У времену од 1963. до 1973. године ради на телевизији као независни новинар, камерман, режисер и монтажер.
Режирао је преко 80 кратких и ТВ филмова, три кратка документарца, две ТВ драме, монтирао 13 дугометражних и више од сто кратких филмова. Радио је и као предавач на бројним универзитетима и филмским школама у бившој Југославији.
Предавао је на Факултету драмских уметности у Београду, на коме је 1971. основао катедру монтаже, као и катедре у Љубљани, Сарајеву и Бањалуци.
Реконструисао је најраније српске и југословенске филмове који су чувани у Југословенској кинотеци, као што су: Крунисање краља Петра Вилсона и Метершоа, из 1904, Рударева срећа Јосипа Новака, из 1926. и Са вером у Бога Михајла Ал. Поповића, из 1931. и многе друге. Аутор је и низа књига и уџбеника о филмској монтажи и филму, као и „Лексикона филмских и телевизијских појмова“ у два тома. Аутор је и телевизијске емисије „Визуелна природа филма“.

## Рад на филму
Познат је по филмовима: „Кавез“, „Браћа“, „Чежња“, Ко пуца отвориће му се и другим. За филм Капи, воде, ратници 1962. године добио је награду за режију на пулском фестивалу. Филм Град му је 1963. судском одлуком забрањен за јавно приказивање и дистрибуцију. Тек ће одлуком суда у Сарајеву 1990. године бити укинута забрана која је важила пуних 27 година. О НАТО бомбардовању је снимио документарни филм „Србија у пролеће 99“.